# NGC 4439
NGC 4439 ist ein offener Sternhaufen (Typdefinition „II1p“) im Sternbild Kreuz des Südens am Südsternhimmel. Er wurde am 30. April 1826 vom US-amerikanischen Astronomen James Dunlop entdeckt.